# Limburg Shotguns 2015
Questa voce raccoglie le informazioni riguardanti i Limburg Shotguns nelle competizioni ufficiali della stagione 2015.

## Belgian American Football League 2015

### Stagione regolare
| Beringen 22 febbraio 2015 2ª giornata | Limburg Shotguns | 21 – 9 | Antwerp Diamonds |  |

| Ostenda 8 marzo 2015 4ª giornata | Ostend Pirates | 40 – 0 | Limburg Shotguns |  |

| Izegem 22 marzo 2015 6ª giornata | Izegem Tribes | 24 – 19 | Limburg Shotguns |  |

| Lovanio 5 aprile 2015 8ª giornata | Ghent Gators | 52 – 0 | Limburg Shotguns |  |

| Anderlecht 19 aprile 2015 9ª giornata | Puurs Titans | 47 – 36 | Limburg Shotguns |  |

| Beringen 17 maggio 2015 13ª giornata | Limburg Shotguns | 0 – 50 | Brussels Black Angels |  |

| Puurs 31 maggio 2015 15ª giornata | Leuven Lions | 25 – 9 | Limburg Shotguns |  |

## Statistiche di squadra
| Competizione             | %Vittorie | In casa | In casa | In casa | In casa | In casa | In casa | In trasferta | In trasferta | In trasferta | In trasferta | In trasferta | In trasferta | Totale | Totale | Totale | Totale | Totale | Totale |
| Competizione             | %Vittorie | G       | V       | N       | P       | Pf      | Ps      | G            | V            | N            | P            | Pf           | Ps           | G      | V      | N      | P      | Pf     | Ps     |
| ------------------------ | --------- | ------- | ------- | ------- | ------- | ------- | ------- | ------------ | ------------ | ------------ | ------------ | ------------ | ------------ | ------ | ------ | ------ | ------ | ------ | ------ |
| BAFL - Stagione regolare | .143      | 2       | 1       | 0       | 1       | 21      | 59      | 5            | 0            | 0            | 5            | 64           | 188          | 7      | 1      | 0      | 6      | 85     | 247    |
| Totale                   | .143      | 2       | 1       | 0       | 1       | 21      | 59      | 5            | 0            | 0            | 5            | 64           | 188          | 7      | 1      | 0      | 6      | 85     | 247    |